# Ідард
Ідард (нід. Idaard, фриз. Idaerd) — село в нідерландській провінції Фрисландія. Входить до муніципалітету Леуварден.
Його площа становить 1,96км², а населення станом на 2021 рік складало 80 осіб.
Перша згадка про населений пункт датується 944  роком.

## Галерея

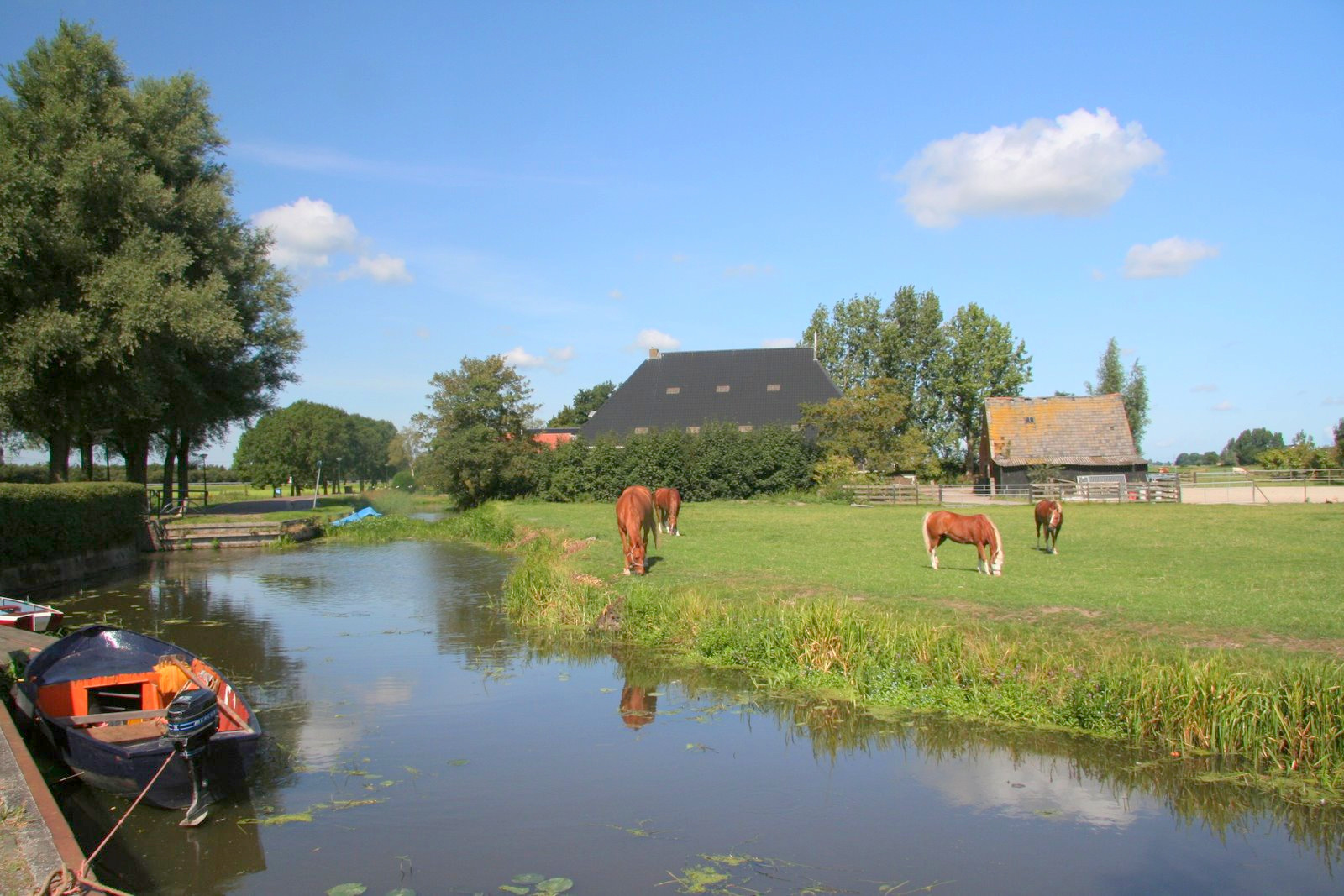
Пейзаж на околиці Ідарда
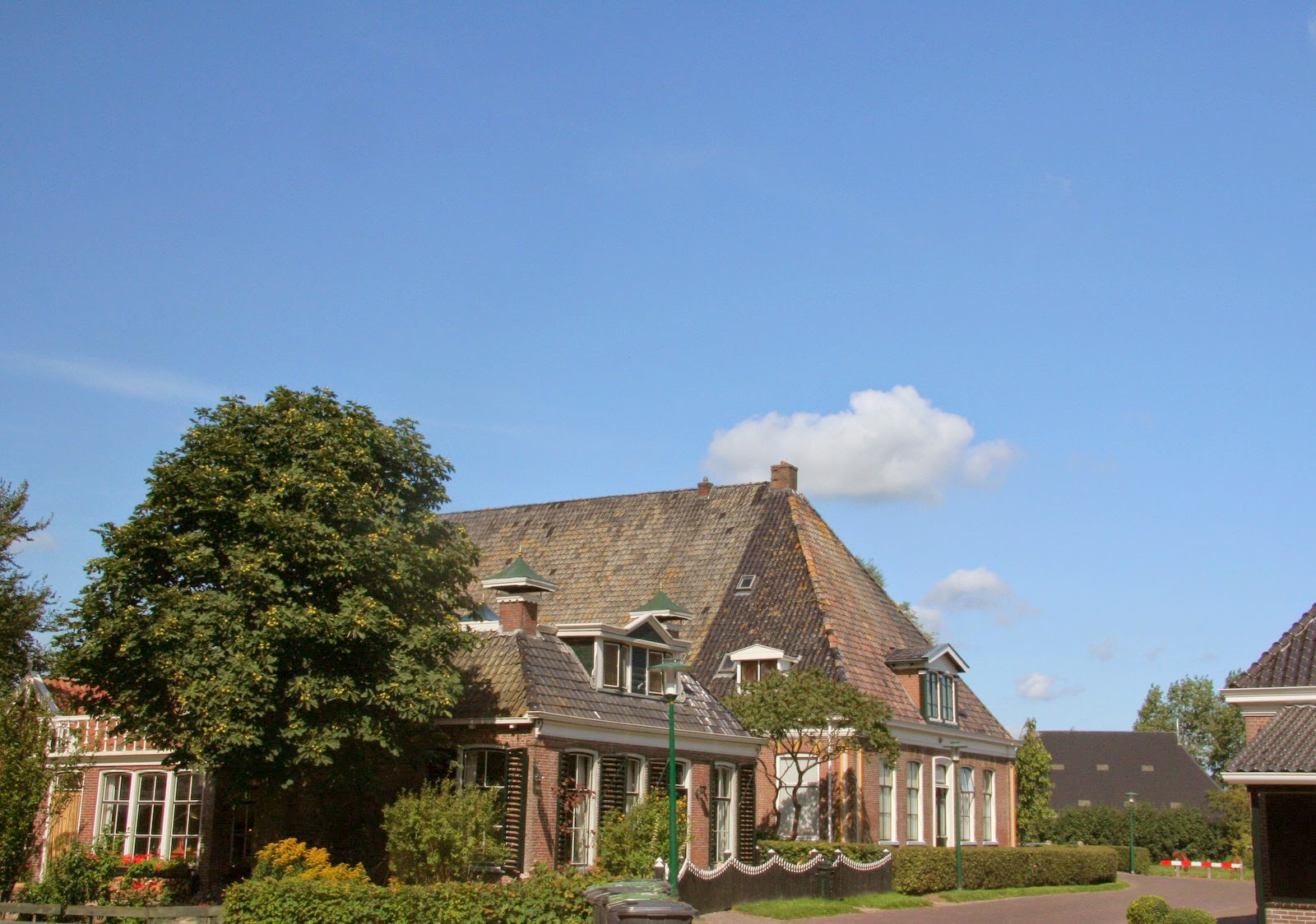
Ферма в Ідарді